# Acrogonia nigriceps
Acrogonia nigriceps är en insektsart som först beskrevs av Victor Antoine Signoret 1855.  Acrogonia nigriceps ingår i släktet Acrogonia och familjen dvärgstritar. Inga underarter finns listade i Catalogue of Life.